# إقليم جيلينا
 إقليم جيلينا (بالسلوفاكية: Žilinský kraj) هو واحد من الثمانية أقاليم التي تشكل الجمهورية السلوفاكية.
يقع الإقليم في شمال سلوفاكيا مجاورا للحدود البولندية والتشيكية.

## المناطق والمدن التابعة لإقليم جيلينا
يقسم الإقليم إلى إحدى عشر منطقة تضم أكثر من 315 بلدية.

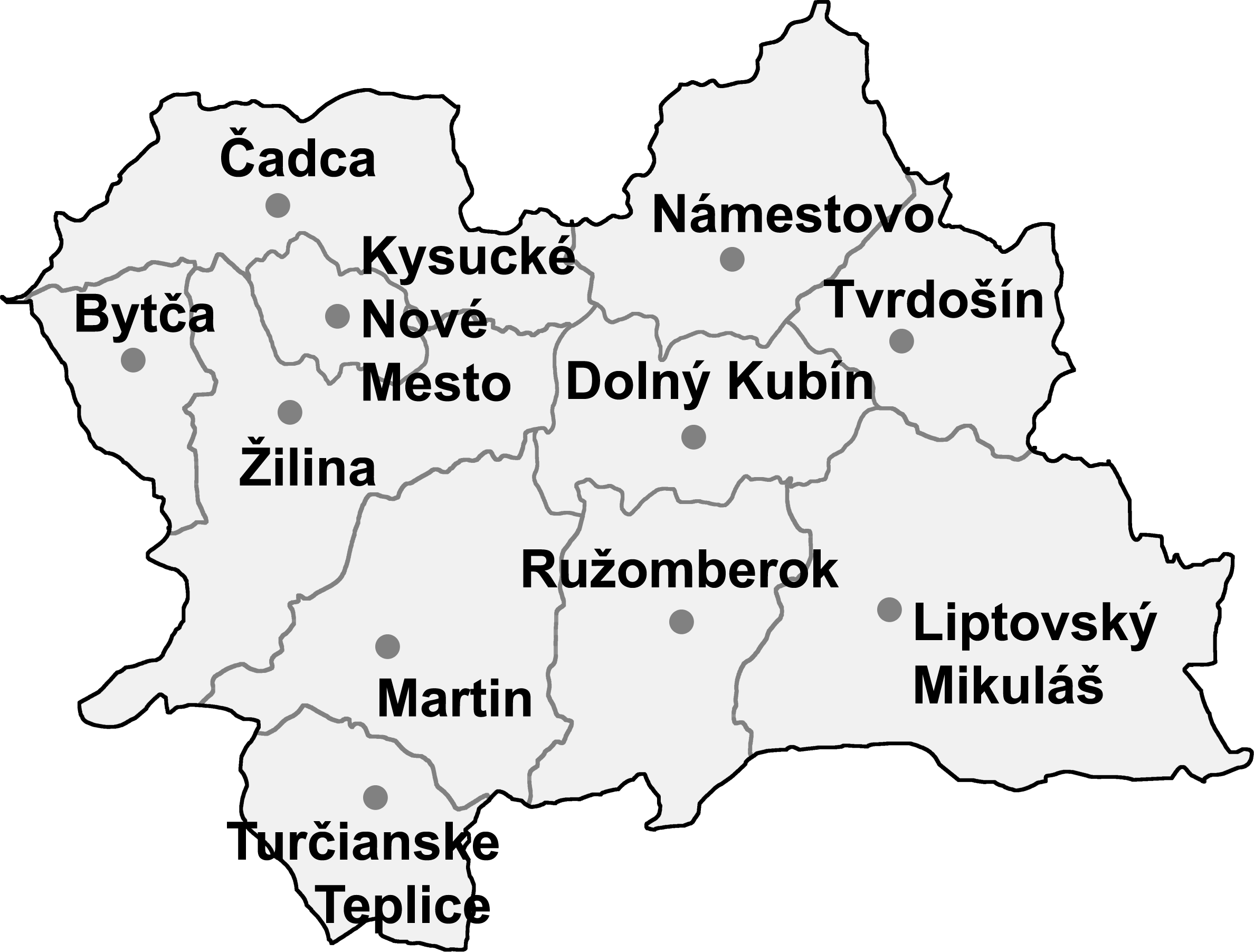
المناطق التابعة لإقليم جيلينا

- بيتتشا (بالسلوفاكية: Bytča)
- تشادتسا (بالسلوفاكية: Čadca)
- تفردوشين (بالسلوفاكية: Tvrdošín)
- تورتشينسكي تيبليتسي (بالسلوفاكية: Turčianske Teplice)
- جيلينا (بالسلوفاكية: Žilina)
- دولني كوبن (بالسلوفاكية: Dolný Kubín)
- روجومبيروك (بالسلوفاكية: Ružomberok)
- ليبتوفسكي ميكولاش (بالسلوفاكية: Liptovský Mikuláš)
- مارتن (بالسلوفاكية: Martin)
- ناميستوفو (بالسلوفاكية: Námestovo)
- كيسوتسكي نوفي ميستو (بالسلوفاكية: Kysucké Nové Mesto)